# Томпсон, Тесса
Те́сса Линн То́мпсон (англ. Tessa Lynn Thompson, род. 3 октября 1983, Лос-Анджелес, Калифорния, США) — американская актриса. Её прорывом стала роль в независимом фильме «Миссисипи проклятых» (2009). Наибольшую известность ей принесли роли в фильмах «Песни о любви» (2010), «Уважаемые белые люди» (2014), «Сельма» (2014), «Крид: Наследие Рокки» (2015) и его сиквеле «Крид 2» (2018), «Тор: Рагнарёк» (2017), «Аннигиляция» (2018), «Мстители: Финал» (2019) и «Тор: Любовь и гром» (2022).
На телевидении Томпсон известна по ролям Джеки Кук в детективной драме «Вероника Марс» (2005—2006), Сары Фриман в историческом сериале «Легавый» (2012—2013) и Шарлотты Хейл в фантастическом телесериале «Мир Дикого запада» (2016—2022).

## Жизнь и карьера
Тесса Томпсон родилась в Лос-Анджелесе, штат Калифорния и училась в средней школе Санта-Моники, одновременно выступая в различных театральных постановках.
Томпсон дебютировала на экране в 2005 году сразу с регулярной ролью во втором сезоне телесериала «Вероника Марс». Также она была гостем в таких сериалах как «Детектив Раш», «Анатомия страсти», «Частная практика», «Герои», а в 2007 году была частью актёрского ансамбля недолго просуществовавшего сериала «Тайны Палм-Спрингс».
На большом экране Томпсон дебютировала в 2006 году в триллере «Когда звонит незнакомец». Позже она снялась в фильмах «Сделай шаг», «Человеческий контракт», «Ожившая невеста» и «Песни о любви», роль в последнем принесла ей премию Black Reel за лучший актёрский прорыв в 2011 году.
В 2012 году Томпсон сыграла одну из главных ролей в телесериале «Легавый», а после получила периодическую роль в сериале «Парк авеню, 666».
В 2017 году Томпсон стала известна массовому зрителю благодаря роли Валькирии в фильме «Тор: Рагнарёк».

## Личная жизнь
Томпсон — бисексуалка.

## Фильмография
| Год       |   | Русское название          | Оригинальное название       | Роль                            |
| --------- | - | ------------------------- | --------------------------- | ------------------------------- |
| 2005—2006 | с | Вероника Марс             | Veronica Mars               | Джеки Кук                       |
| 2006      | с | Анатомия страсти          | Grey’s Anatomy              | Камилла Тревис                  |
| 2006      | с | Герои                     | Heroes                      | Ребекка Тейлор                  |
| 2006      | ф | Когда звонит незнакомец   | When a Stranger Calls       | Скарлет                         |
| 2006      | ф | Посвящение Сары           | The Initiation of Sarah     | Эсми                            |
| 2007      | с | Жизнь как приговор        | Life                        | Лиза                            |
| 2007      | ф | Тайны Палм-Спрингс        | Hidden Palms                | Никки Барнс                     |
| 2008      | ф | Сделай шаг                | Make It Happen              | Дана                            |
| 2009      | ф | Проклятый Миссисипи       | Mississippi Damned          | Кари Петерсон                   |
| 2010      | ф | Песни о любви             | For Colored Girls           | Найла Эдрос / Леди в фиолетовом |
| 2011      | ф | Без координат             | Off The Map                 | Сидней                          |
| 2012—2013 | с | Легавый                   | Copper                      | Сара Фриман                     |
| 2012      | с | Парк авеню, 666           | 666 Park Avenue             | Лорел Харрис                    |
| 2014      | ф | Сельма                    | Selma                       | Диана Нэш                       |
| 2015      | ф | Крид: Наследие Рокки      | Creed                       | Бьянка Тейлор                   |
| 2016      | ф | Война против всех         | War on Everyone             | Джеки Холлис                    |
| 2016—2022 | с | Мир Дикого запада         | Westworld                   | Шарлотта Хейл                   |
| 2017      | ф | Тор: Рагнарёк             | Thor: Ragnarok              | Валькирия                       |
| 2018      | ф | Аннигиляция               | Annihilation                | Джози Радек                     |
| 2018      | ф | Простите за беспокойство  | Sorry to Bother You         | Детройт                         |
| 2018      | ф | Крид 2                    | Creed II                    | Бьянка Тейлор                   |
| 2019      | ф | Мстители: Финал           | Avengers: Endgame           | Валькирия                       |
| 2019      | ф | Люди в чёрном: Интернэшнл | Men in Black: International | агент М                         |
| 2019      | ф | Леди и Бродяга            | Lady and the Tramp          | Леди                            |
| 2020      | ф | Любовь Сильви             | Sylvie’s Love               | Сильви                          |
| 2021      | ф | Идентичность              | Passing                     | Айрин «Рини» Редфилд            |
| 2022      | ф | Тор: Любовь и гром        | Thor: Love and Thunder      | Валькирия                       |
| 2023      | ф | Крид 3                    | Creed III                   | Бьянка Тейлор                   |
| 2023      | ф | Капитан Марвел 2          | The Marvels                 | Валькирия                       |
| 2025      | ф | Хедда                     | Hedda                       | Хедда Габлер                    |